# ناک (مجارستان)
ناک (به مجاری:  Nak) یک شهرداری در مجارستان است که در ناحیه دومبووار واقع شده‌است. ناک ۲۷٫۷۸ کیلومتر مربع مساحت و ۶۷۲ نفر جمعیت دارد.